# Angoumois
El Angoumois (en francés: L'Angoumois) es una antigua provincia francesa, situada entre el Lemosín, al este, el Périgord, al sur, Saintonge, al oeste, y Poitou, al norte. Corresponde a la parte central del actual departamento de Charente. También incluyó algunas parroquias del actual departamento de Deux-Sèvres (Pioussay, Hanc y Bouin, derivadas del marquesado de Ruffec), de Haute-Vienne (Oradour-sur-Vayres, Cussac, Dournazac, entre otras), así como de Dordoña (La Tour-Blanche).

## Historia
Esta provincia se estableció en el territorio de la civitas galo-romanas de Iculisma, la actual Angoulême Incluía los siguientes países (pays): Ruffécois, Horte y Tardoire et una parte del Confolentais con el Cognaçais, posesiones de la casa de Valois-Angulema cuando accedieron al trono de Francia.
Sus fronteras fueron variables, como las de la mayoría de las otras provincias, según se considere sus diferentes administraciones:
- la diócesis de Angoulême, erigido en el siglo III, limitada por las de Limoges, de Périgueux, de Saintes y de Poitiers.  Se extiendo sobre algunas parroquias y aldeas de estas últimas. No parece haber sido revisada desde su primer establecimiento, hasta el siglo XVIII;[2]

- su gobierno militar: después de haber sido parte del gouvernement d'Orléans, se unió a la Saintonge para convertirse en un único gobierno, incluido un único gobernador, un teniente general de la provincia, y un teniente del Rey. Su función era hacer cumplir la disciplina militar y hacer ejecutar las órdenes del rey;

- su gobierno civil provincia, comúnmente conocido como province, que se extendía sobre todo el territorio sujeto a la costumbre del país; era el senescado[3] inventado en vista de las costumbres observadas en el mismo territorio. La costumbre del país fue redactada por la autoridad real, por invitación de Luis XII, y se publicó el  10 de octubre de 1514, bajo diez títulos que contenían 121 artículos.

- su administración financiera: comprendía dos elecciones, la de Angulema, que dependía de la generalidad de Limoges, y la de Cognac, que dependía de la generalidad de La Rochelle. Una y otra se extendían sobre parroquias o aldeas que no eran de su senescado.[4]

Francia en 1477.

Datos su importantes de su historia:
- constitución de la ciudad de Angulema al final del siglo IV;
- unificación con el Périgord y el Agenais en el siglo IX y conversión en un condado en 866;
- apogeo de su poder en los siglos X y XI (Guillermo III Taillefer y Guillermo IV);
- el condado se convierte en objeto de rivalidad entre las dinastías pincipescas de los Plantagenêts y de los Capetos. Juan Sin Tierra raptó a la joven Isabel de Angulema, única hija de Aymar Taillefer, el conde de Angulema, en 1200. El rey de Francia, Felipe Augusto, ordenó la confiscación de sus posesiones continentales (1202) lo que desencadenó las hostilidades (Ver especialmente Jean d’Angleterre);
- El condado fue integrado en el reino de Francia por Felipe el Hermoso en 1308. Pasó a los ingleses en 1360 y de nuevo fue retomado en 1373. Pero los ingleses permanecerá allí episódicamente hasta 1445,[5] sobre todo en las fortalezas de La Rochandry y Bouteville;
- El Angoumois se erige en ducado par en febrero de 1515 por Francis I; se convierte entonces en un feudo real y dominical, verdadero patrimonio de los reyes;
- revueltas campesinas en los siglos XVI y XVII (impuestos, pobreza, guerras religiosas, revocación del Edicto de Nantes);
- se convierte en una generalidad en 1692 con el fin de controlar mejor la recaudacción de impuestos.

## En literatura
El término Angoumois continúa siendo usado en el lenguaje cotidiano. En particular se encuentra en las novelas de Honoré de Balzac. El Angoumois, de donde son originarios Lucien de Rubempré y Madame de Bargeton  es el telón de fondo de las partes primera y tercera de Illusions perdues (1836-1843) y de la primera parte de Splendeurs et misères des courtisanes (1847).